# Angelo Di Livio
Angelo Di Livio (Roma, 26 luglio 1966) è un ex calciatore italiano, di ruolo centrocampista. Con la nazionale italiana è diventato vicecampione d'Europa nel 2000.
Cresciuto nel settore giovanile della Roma e poi emerso nelle categorie minori con le maglie di Perugia e Padova, col passaggio alla Juventus è assurto ai massimi livelli durante il vittorioso ciclo di Marcello Lippi, ottenendo in questa fase i maggiori successi della propria carriera grazie a tre campionati italiani, una Coppa Italia e due Supercoppe italiane in campo nazionale, e la UEFA Champions League, la Coppa Intercontinentale e la Supercoppa UEFA in ambito internazionale. Ha legato la seconda parte della carriera alla Fiorentina, con cui ha vinto un'altra Coppa Italia, diventandone poi capitano e fedelissimo in coincidenza con la ricostruzione societaria d'inizio anni Duemila.
Con la nazionale ha preso parte ai mondiali di Francia 1998 e Corea del Sud-Giappone 2002, e agli europei di Inghilterra 1996 e Belgio-Paesi Bassi 2000.

## Biografia
Ha due figli, tra cui Lorenzo, anche lui calciatore.

## Caratteristiche tecniche
Alla Juventus, durante la gestione di Marcello Lippi, ha giocato come ala tornante o terzino, sia a destra che a sinistra, mentre nella Fiorentina ha ricoperto anche il ruolo di centrocampista centrale. Abile in fase difensiva nonché dotato di scatto e resistenza, era noto come Soldatino, soprannome originariamente coniato da Roberto Baggio per sottolinearne la particolare andatura nella corsa, ma che divenne poi, nell'immaginario collettivo, un riconoscimento del suo spirito di sacrificio.

## Carriera

### Giocatore

#### Club

Da sinistra: gli juventini Carrera, Di Livio, Del Piero e Giancarlo Marocchi festeggiano la vittoria della Coppa Italia 1994-1995

Di Livio solleva il trofeo della Champions League 1995-1996, tra il compagno di squadra Conte (a sinistra) e il capitano juventino Vialli (a destra).

##### Gli inizi

Di Livio (accosciato, secondo da sinistra) nella squadra Primavera della Roma 1983-1984

Inizia a giocare a calcio nella Polisportiva Bufalotta, che prende il nome dal quartiere omonimo di Roma in cui Di Livio è cresciuto. All'età di quindici anni passa nelle giovanili della Roma con cui vince nel 1983 il Torneo di Viareggio e l'anno seguente il Campionato Primavera.
Successivamente passa in prestito prima alla Reggiana, in Serie C1, poi alla Nocerina, ancora nella medesima categoria. Approda infine nella stagione 1987-1988 al Perugia, in Serie C2, con cui vince il campionato mettendosi in evidenza assieme a un altro giovane prospetto, Fabrizio Ravanelli; al termine dell'annata la società umbra lo riscatta dalla Roma, e coi biancorossi gioca in C1 fino all'ottobre del 1989, quando nella sessione autunnale di mercato passa al Padova, in Serie B.
Milita nella squadra veneta fino al 1993, realizzando 13 marcature in 138 partite di campionato.

##### Juventus
Dopo questa lunga trafila nelle serie minori, arriva alla Juventus per volontà di Giovanni Trapattoni, acquistato per 4 miliardi di lire. Debutta così in Serie A all'età di ventisette anni, nella trasferta sul campo della Roma (2-1 per i padroni di casa) del 5 settembre 1993. Realizza il suo primo gol in bianconero il 27 ottobre seguente, nella partita di Coppa Italia persa per 4-3 contro il Venezia, mentre la prima marcatura in campionato arriva solo all'inizio della sua seconda stagione con la Vecchia Signora, il 25 settembre 1994, nell'1-0 ai danni della Sampdoria. È inoltre suo l'assist per il primo gol in bianconero di Alessandro Del Piero, già suo compagno di squadra a Padova. Segna anche una rete in Champions League, nel settembre del 1995 contro i rumeni della Steaua Bucarest, partita che vede i torinesi prevalere 3-0.

Di Livio (accosciato, primo da destra) nella Juventus 1997-1998

È stato uno dei titolari inamovibili nella plurivittoriosa Juventus di Marcello Lippi, con cui nella seconda metà degli anni Novanta ha conquistato in ambito nazionale 3 scudetti, una Coppa Italia e 2 Supercoppe di Lega, e in campo internazionale una Champions League – entrando nel ristretto novero dei calciatori capaci di vincere il massimo trofeo europeo per club nella propria città di nascita (Roma), preceduto da Mateos e Muñoz (Madrid) e da Stepney (Londra), ed eguagliato da Anelka (Parigi) e Bale (Cardiff) –, una Supercoppa UEFA e una Coppa Intercontinentale.

##### Fiorentina
Nonostante il forte legame con la maglia bianconera, nell'estate del 1999 viene ceduto controvoglia dalla società torinese alla Fiorentina. Con i viola vince la Coppa Italia 2000-2001, la sua seconda dopo quella con i bianconeri; tuttavia l'anno dopo, quando peraltro eredita da Rui Costa la fascia di capitano, pur assurgendo a «uomo-simbolo» della squadra non può evitarne la retrocessione in Serie B, arrivata a corollario di una grave crisi societaria.

Di Livio (accosciato, primo da destra) nella Fiorentina vincitrice della Coppa Italia 2000-2001

Con la Fiorentina scomparsa nell'estate 2002 per fallimento, Di Livio rimane a Firenze e sposa il progetto della neonata Florentia Viola, società che si fa portatrice della tradizione sportiva del precedente club gigliato, e con cui il centrocampista, anche qui in veste di capitano, riparte dalla Serie C2. Il nuovo sodalizio fiorentino vince il torneo, ottenendo al contempo la promozione d'ufficio in Serie B per meriti sportivi. Di Livio resta coi viola, nel frattempo riappropriatisi della storica denominazione societaria, anche nelle due stagioni seguenti, la prima in serie cadetta e la seconda (dopo la vittoria nello spareggio interdivisionale contro il Perugia) in Serie A, categoria nella quale disputa la sua ultima gara nel 2005. A fine stagione la Fiorentina non gli rinnova il contratto, sicché Di Livio sceglie di chiudere l'attività agonistica.

#### Nazionale
Ha esordito in nazionale maggiore a 29 anni, il 6 settembre 1995, nella partita Italia-Slovenia (1-0). Convocato nelle gestioni di quattro diversi commissari tecnici, ha preso parte al campionato d'Europa 1996 in Inghilterra (con Arrigo Sacchi), al campionato del mondo 1998 in Francia (con Cesare Maldini), al campionato d'Europa 2000 in Belgio e nei Paesi Bassi (con Dino Zoff) e, a quasi trentasei anni, al campionato del mondo 2002 in Corea del Sud e Giappone (con Giovanni Trapattoni).

Di Livio (a destra) in nazionale nel 1997, mentre festeggia con Ravanelli (a sinistra) un gol di Roberto Baggio (al centro).

Il 18 giugno 2002 gioca la sua ultima partita in nazionale, negli ottavi di finale dei mondiali nippo-coreani, contro la Corea del Sud: memorabile, nell'occasione, lo sguardo rivolto all'arbitro Byron Moreno, a seguito dell'espulsione di Francesco Totti. Ha collezionato 40 presenze con gli Azzurri, di cui solo 12 per tutta la durata del match.

### Dopo il ritiro
Dirigeva a Roma la Scuola Calcio "Polisportiva Delle Vittorie", poi chiusa per fallimento. Dal 2006 al 2008 ha fatto parte dello staff tecnico delle giovanili della Roma in qualità di allenatore, mentre dal 28 giugno 2008 al 2010 ha fatto parte dello staff di Marcello Lippi in nazionale.
Negli anni 2000 ha collaborato come inviato e commentatore per Dahlia TV. Dal decennio seguente è commentatore tecnico e opinionista per i programmi calcistici di Rai Sport e Sky Sport, oltreché in ambito locale per Teleroma 56, Tele Radio Stereo e Rete Sport; inoltre ha collaborato occasionalmente con la web radio LiveRadio365 e con la web TV de La Gazzetta dello Sport.
Ha interpretato se stesso nel film La mia squadra del cuore di Domenico Costanzo e Giuseppe Ferlito.

## Statistiche

### Presenze e reti nei club
Statistiche aggiornate al 29 maggio 2005.
| Stagione          | Squadra           | Campionato        | Campionato | Campionato | Coppe nazionali | Coppe nazionali | Coppe nazionali | Coppe continentali | Coppe continentali | Coppe continentali | Altre coppe | Altre coppe | Altre coppe | Totale | Totale |
| Stagione          | Squadra           | Comp              | Pres       | Reti       | Comp            | Pres            | Reti            | Comp               | Pres               | Reti               | Comp        | Pres        | Reti        | Pres   | Reti   |
| ----------------- | ----------------- | ----------------- | ---------- | ---------- | --------------- | --------------- | --------------- | ------------------ | ------------------ | ------------------ | ----------- | ----------- | ----------- | ------ | ------ |
| 1984-1985         | Roma              | A                 | 0          | 0          | CI              | 0               | 0               | CdC                | 0                  | 0                  | -           | -           | -           | 0      | 0      |
| 1985-1986         | Reggiana          | C1                | 13         | 0          | CI+CI-C         | ?+?             | ?+?             | -                  | -                  | -                  | -           | -           | -           | 13+    | 0+     |
| 1986-1987         | Nocerina          | C1                | 31         | 1          | CI-C            | ?               | ?               | -                  | -                  | -                  | -           | -           | -           | 31+    | 1+     |
| 1987-1988         | Perugia           | C2                | 34         | 3          | CI-C            | ?               | ?               | -                  | -                  | -                  | -           | -           | -           | 34+    | 3+     |
| 1988-1989         | Perugia           | C1                | 33         | 1          | CI-C            | ?               | ?               | -                  | -                  | -                  | -           | -           | -           | 33+    | 1+     |
| lug.-ott. 1989    | Perugia           | C1                | 5          | 0          | CI-C            | ?               | ?               | -                  | -                  | -                  | -           | -           | -           | 5+     | 0+     |
| Totale Perugia    | Totale Perugia    | Totale Perugia    | 72         | 4          |                 | ?               | ?               |                    | -                  | -                  |             | -           | -           | 72+    | 4+     |
| ott. 1989-1990    | Padova            | B                 | 29         | 2          | CI              | 0               | 0               | -                  | -                  | -                  | -           | -           | -           | 29     | 2      |
| 1990-1991         | Padova            | B                 | 36         | 3          | CI              | 0               | 0               | -                  | -                  | -                  | -           | -           | -           | 36     | 3      |
| 1991-1992         | Padova            | B                 | 36         | 3          | CI              | 4               | 0               | -                  | -                  | -                  | -           | -           | -           | 40     | 3      |
| 1992-1993         | Padova            | B                 | 36         | 5          | CI              | 1               | 0               | -                  | -                  | -                  | -           | -           | -           | 37     | 5      |
| Totale Padova     | Totale Padova     | Totale Padova     | 137        | 13         |                 | 5               | 0               |                    | -                  | -                  |             | -           | -           | 142    | 13     |
| 1993-1994         | Juventus          | A                 | 33         | 0          | CI              | 2               | 1               | CU                 | 2                  | 0                  | -           | -           | -           | 37     | 1      |
| 1994-1995         | Juventus          | A                 | 27         | 1          | CI              | 9               | 0               | CU                 | 10                 | 0                  | -           | -           | -           | 46     | 1      |
| 1995-1996         | Juventus          | A                 | 32         | 0          | CI              | 2               | 0               | UCL                | 9                  | 1                  | SI          | 1           | 0           | 44     | 1      |
| 1996-1997         | Juventus          | A                 | 32         | 1          | CI              | 4               | 0               | UCL                | 11                 | 0                  | SU+CInt     | 2+1         | 0           | 50     | 1      |
| 1997-1998         | Juventus          | A                 | 30         | 0          | CI              | 6               | 0               | UCL                | 7                  | 0                  | SI          | 1           | 0           | 44     | 0      |
| 1998-1999         | Juventus          | A                 | 33+2       | 1          | CI              | 4               | 1               | UCL                | 8                  | 0                  | SI          | 1           | 0           | 48     | 2      |
| Totale Juventus   | Totale Juventus   | Totale Juventus   | 187+2      | 3          |                 | 27              | 2               |                    | 47                 | 1                  |             | 6           | 0           | 269    | 6      |
| 1999-2000         | Fiorentina        | A                 | 30         | 2          | CI              | 2               | 0               | UCL                | 14                 | 0                  | -           | -           | -           | 46     | 2      |
| 2000-2001         | Fiorentina        | A                 | 33         | 1          | CI              | 8               | 0               | CU                 | 2                  | 0                  | -           | -           | -           | 43     | 1      |
| 2001-2002         | Fiorentina        | A                 | 32         | 1          | CI              | 0               | 0               | CU                 | 4                  | 0                  | SI          | 1           | 0           | 37     | 1      |
| 2002-2003         | Fiorentina        | C2                | 21         | 0          | CI-C            | 3               | 0               | -                  | -                  | -                  | -           | -           | -           | 24     | 0      |
| 2003-2004         | Fiorentina        | B                 | 41+2       | 4          | CI-C            | 2               | 0               | -                  | -                  | -                  | -           | -           | -           | 45     | 4      |
| 2004-2005         | Fiorentina        | A                 | 12         | 0          | CI              | 7               | 0               | -                  | -                  | -                  | -           | -           | -           | 19     | 0      |
| Totale Fiorentina | Totale Fiorentina | Totale Fiorentina | 169+2      | 8          |                 | 22              | 0               |                    | 20                 | 0                  |             | 1           | 0           | 214    | 8      |
| Totale carriera   | Totale carriera   | Totale carriera   | 613        | 29         |                 | 49+             | 2+              |                    | 67                 | 1                  |             | 7           | 0           | 736+   | 32+    |

### Cronologia presenze e reti in nazionale
| Cronologia completa delle presenze e delle reti in nazionale ― Italia | Cronologia completa delle presenze e delle reti in nazionale ― Italia | Cronologia completa delle presenze e delle reti in nazionale ― Italia | Cronologia completa delle presenze e delle reti in nazionale ― Italia | Cronologia completa delle presenze e delle reti in nazionale ― Italia | Cronologia completa delle presenze e delle reti in nazionale ― Italia | Cronologia completa delle presenze e delle reti in nazionale ― Italia | Cronologia completa delle presenze e delle reti in nazionale ― Italia |
| Data                                                                  | Città                                                                 | In casa                                                               | Risultato                                                             | Ospiti                                                                | Competizione                                                          | Reti                                                                  | Note                                                                  |
| --------------------------------------------------------------------- | --------------------------------------------------------------------- | --------------------------------------------------------------------- | --------------------------------------------------------------------- | --------------------------------------------------------------------- | --------------------------------------------------------------------- | --------------------------------------------------------------------- | --------------------------------------------------------------------- |
| 6-9-1995                                                              | Udine                                                                 | Italia                                                                | 1 – 0                                                                 | Slovenia                                                              | Qual. Euro 1996                                                       | -                                                                     |                                                                       |
| 8-10-1995                                                             | Spalato                                                               | Croazia                                                               | 1 – 1                                                                 | Italia                                                                | Qual. Euro 1996                                                       | -                                                                     |                                                                       |
| 24-1-1996                                                             | Terni                                                                 | Italia                                                                | 3 – 0                                                                 | Galles                                                                | Amichevole                                                            | -                                                                     | 79’                                                                   |
| 29-5-1996                                                             | Cremona                                                               | Italia                                                                | 2 – 2                                                                 | Belgio                                                                | Amichevole                                                            | -                                                                     | 46’                                                                   |
| 1-6-1996                                                              | Budapest                                                              | Ungheria                                                              | 0 – 2                                                                 | Italia                                                                | Amichevole                                                            | -                                                                     |                                                                       |
| 11-6-1996                                                             | Liverpool                                                             | Italia                                                                | 2 – 1                                                                 | Russia                                                                | Euro 1996 - 1º turno                                                  | -                                                                     | 62’                                                                   |
| 19-6-1996                                                             | Manchester                                                            | Italia                                                                | 0 – 0                                                                 | Germania                                                              | Euro 1996 - 1º turno                                                  | -                                                                     | 81’                                                                   |
| 5-10-1996                                                             | Chișinău                                                              | Moldavia                                                              | 1 – 3                                                                 | Italia                                                                | Qual. Mondiali 1998                                                   | -                                                                     | 46’                                                                   |
| 9-10-1996                                                             | Perugia                                                               | Italia                                                                | 1 – 0                                                                 | Georgia                                                               | Qual. Mondiali 1998                                                   | -                                                                     | 82’                                                                   |
| 22-1-1997                                                             | Palermo                                                               | Italia                                                                | 2 – 0                                                                 | Irlanda del Nord                                                      | Amichevole                                                            | -                                                                     | 79’                                                                   |
| 12-2-1997                                                             | Londra                                                                | Inghilterra                                                           | 0 – 1                                                                 | Italia                                                                | Qual. Mondiali 1998                                                   | -                                                                     |                                                                       |
| 29-3-1997                                                             | Trieste                                                               | Italia                                                                | 3 – 0                                                                 | Moldavia                                                              | Qual. Mondiali 1998                                                   | -                                                                     | 75’                                                                   |
| 2-4-1997                                                              | Chorzów                                                               | Polonia                                                               | 0 – 0                                                                 | Italia                                                                | Qual. Mondiali 1998                                                   | -                                                                     |                                                                       |
| 30-4-1997                                                             | Napoli                                                                | Italia                                                                | 3 – 0                                                                 | Polonia                                                               | Qual. Mondiali 1998                                                   | -                                                                     |                                                                       |
| 4-6-1997                                                              | Nantes                                                                | Inghilterra                                                           | 2 – 0                                                                 | Italia                                                                | Torneo di Francia                                                     | -                                                                     | 46’                                                                   |
| 8-6-1997                                                              | Lione                                                                 | Italia                                                                | 3 – 3                                                                 | Brasile                                                               | Torneo di Francia                                                     | -                                                                     | 88’                                                                   |
| 11-6-1997                                                             | Parigi                                                                | Italia                                                                | 2 – 2                                                                 | Francia                                                               | Torneo di Francia                                                     | -                                                                     |                                                                       |
| 10-9-1997                                                             | Tbilisi                                                               | Georgia                                                               | 0 – 0                                                                 | Italia                                                                | Qual. Mondiali 1998                                                   | -                                                                     |                                                                       |
| 11-10-1997                                                            | Roma                                                                  | Italia                                                                | 0 – 0                                                                 | Inghilterra                                                           | Qual. Mondiali 1998                                                   | -                                                                     |                                                                       |
| 28-1-1998                                                             | Catania                                                               | Italia                                                                | 3 – 0                                                                 | Slovacchia                                                            | Amichevole                                                            | -                                                                     | 46’                                                                   |
| 2-6-1998                                                              | Göteborg                                                              | Svezia                                                                | 1 – 0                                                                 | Italia                                                                | Amichevole                                                            | -                                                                     | 46’                                                                   |
| 11-6-1998                                                             | Bordeaux                                                              | Italia                                                                | 2 – 2                                                                 | Cile                                                                  | Mondiali 1998 - 1º turno                                              | -                                                                     | 61’                                                                   |
| 17-6-1998                                                             | Montpellier                                                           | Italia                                                                | 3 – 0                                                                 | Camerun                                                               | Mondiali 1998 - 1º turno                                              | -                                                                     | 83’                                                                   |
| 27-6-1998                                                             | Marsiglia                                                             | Italia                                                                | 1 – 0                                                                 | Norvegia                                                              | Mondiali 1998 - Ottavi di finale                                      | -                                                                     | 63’                                                                   |
| 3-7-1998                                                              | Parigi                                                                | Italia                                                                | 0 – 0 dts (3-4 dtr)                                                   | Francia                                                               | Mondiali 1998 - Quarti di finale                                      | -                                                                     |                                                                       |
| 5-6-1999                                                              | Bologna                                                               | Italia                                                                | 4 – 0                                                                 | Galles                                                                | Qual. Euro 2000                                                       | -                                                                     | 69’                                                                   |
| 9-6-1999                                                              | Losanna                                                               | Svizzera                                                              | 0 – 0                                                                 | Italia                                                                | Qual. Euro 2000                                                       | -                                                                     | 60’                                                                   |
| 11-6-2000                                                             | Arnhem                                                                | Turchia                                                               | 1 – 2                                                                 | Italia                                                                | Euro 2000 - 1º turno                                                  | -                                                                     | 83’                                                                   |
| 19-6-2000                                                             | Eindhoven                                                             | Italia                                                                | 2 – 1                                                                 | Svezia                                                                | Euro 2000 - 1º turno                                                  | -                                                                     | 64’                                                                   |
| 7-10-2000                                                             | Milano                                                                | Italia                                                                | 3 – 0                                                                 | Romania                                                               | Qual. Mondiali 2002                                                   | -                                                                     |                                                                       |
| 11-10-2000                                                            | Ancona                                                                | Italia                                                                | 2 – 0                                                                 | Georgia                                                               | Qual. Mondiali 2002                                                   | -                                                                     |                                                                       |
| 15-11-2000                                                            | Torino                                                                | Italia                                                                | 1 – 0                                                                 | Inghilterra                                                           | Amichevole                                                            | -                                                                     | 52’                                                                   |
| 28-3-2001                                                             | Trieste                                                               | Italia                                                                | 4 – 0                                                                 | Lituania                                                              | Qual. Mondiali 2002                                                   | -                                                                     | 82’                                                                   |
| 25-4-2001                                                             | Perugia                                                               | Italia                                                                | 1 – 0                                                                 | Sudafrica                                                             | Amichevole                                                            | -                                                                     | 82’                                                                   |
| 2-6-2001                                                              | Tbilisi                                                               | Georgia                                                               | 1 – 2                                                                 | Italia                                                                | Qual. Mondiali 2002                                                   | -                                                                     | 58’                                                                   |
| 6-10-2001                                                             | Parma                                                                 | Italia                                                                | 1 – 0                                                                 | Ungheria                                                              | Qual. Mondiali 2002                                                   | -                                                                     | 79’                                                                   |
| 7-11-2001                                                             | Saitama                                                               | Giappone                                                              | 1 – 1                                                                 | Italia                                                                | Amichevole                                                            | -                                                                     | 89’                                                                   |
| 18-5-2002                                                             | Praga                                                                 | Rep. Ceca                                                             | 1 – 0                                                                 | Italia                                                                | Amichevole                                                            | -                                                                     | 69’                                                                   |
| 3-6-2002                                                              | Sapporo                                                               | Italia                                                                | 2 – 0                                                                 | Ecuador                                                               | Mondiali 2002 - 1º turno                                              | -                                                                     | 64’                                                                   |
| 18-6-2002                                                             | Daejeon                                                               | Italia                                                                | 1 – 2 gg                                                              | Corea del Sud                                                         | Mondiali 2002 - Ottavi di finale                                      | -                                                                     | 72’                                                                   |
| Totale                                                                |                                                                       | Presenze (68º posto)                                                  | 40                                                                    |                                                                       | Reti                                                                  | 0                                                                     |                                                                       |

## Palmarès

### Giocatore

#### Club

##### Competizioni giovanili
- Torneo di Viareggio: 1

Roma: 1983
- Campionato Primavera: 1

Roma: 1983-1984

##### Competizioni nazionali
- Campionato italiano Serie C2: 2

Perugia: 1987-1988 (girone C)
Florentia Viola: 2002-2003 (girone B)
- Campionato italiano: 3

Juventus: 1994-1995, 1996-1997, 1997-1998
- Coppa Italia: 2

Juventus: 1994-1995
Fiorentina: 2000-2001
- Supercoppa italiana: 2

Juventus: 1995, 1997

##### Competizioni internazionali
- UEFA Champions League: 1

Juventus: 1995-1996
- Coppa Intercontinentale: 1

Juventus: 1996
- Supercoppa UEFA: 1

Juventus: 1996